# Rašeliniště U jezera – Cínovecké rašeliniště
Rašeliniště U jezera – Cínovecké rašeliniště (původně jen Cínovecké rašeliniště) je přírodní rezervace severně od města Košťany v okrese Teplice. Oblast spravuje Krajský úřad Ústeckého kraje. Na německé straně hranice se nachází podobné chráněné území Georgenfeldské vrchoviště (Georgenfelder Hochmoor). 

## Předmět ochrany
Důvodem ochrany je rašeliniště vrchovištního typu v nadmořské výšce 876 m s výskytem řady chráněných a ohrožených rostlinných a živočišných druhů např. prstnatec plamatý (Dactylorhiza maculata), zmije obecná (Vipera berus), ještěrka živorodá (Zootoca vivipara), klikva bahenní (Vaccinium oxycoccos), rojovník bahenní (Rhododendron tomentosum). Přírodní rezervace představuje jeden z ohrožených ekosystémů Krušných hor.